# Michael Faraday
Michael Faraday (n. 22 septembrie 1791, Greater London, Anglia, Regatul Marii Britanii – d. 25 august 1867, Londra, Regatul Unit al Marii Britanii și Irlandei) a fost un fizician și chimist englez. A fost asistentul lui Sir Humphry Davy.

## Descoperiri
În fizică face cercetări importante privind cunoașterea electromagnetismului și dezvoltarea aplicațiilor acestuia.
Își propune producerea curentului electric cu ajutorul magnetismului, experiențe pe care le începe în anul 1821, terminându-le cu succes în anul 1831. Experiențele lui completează cercetările fizicianului și matematicianului francez André Marie Ampère referitoare la forțele electromagnetice, reușind rotirea unui circuit parcurs de un curent electric într-un câmp magnetic. Practic descoperă principiul de funcționare a motorului electric cu magneți permanenți.
În anul 1831 descoperă inducția electromagnetică, reușind să realizeze conversia electromecanică a energiei și să enunțe Legea inducției electromagnetice.
Faraday arată după o serie de experimentări că electricitatea  se obține prin inducție, prin frecare, pe cale chimică sau termoelectrică.
A propus reprezentarea câmpului magnetic prin linii de forță (sau linii de câmp) și arată că acțiunile electrice și magnetice se transmit din aproape în aproape, cu viteză finită. Combate astfel concepția mecanicistă conform căreia aceste acțiuni se transmit la distanță instantaneu cu viteză infinită, independent de mediu, după modelul mecanic al forțelor de gravitație.
Faraday arată că noțiunile de câmp electric și câmp magnetic pe care le-a introdus ca forme de existență a materiei, stau la baza interpretării materialiste a fenomenelor electomagnetismului. Au fost dezvoltate de James Clerk Maxwell, cunoscute ca ecuațiile lui Maxwell.
Primele cercetări în domeniul chimiei, duc la descoperirea benzenului în gudronul din huilă, cu ajutorul unui aparat conceput de el. Era un aparat prin compresie și răcire, cu care a putut să lichefieze aproape toate gazele cunoscute în acel timp. În 1834 enunță legea electrolizei, lege ce stă la baza electrochimiei. Tot el, Faraday, este cel ce introduce termenii de ion, catod, anod, anion, cation, echivalent electrochimic. De asemeni studiind proprietățile magnetice ale substanțelor,introduce termenii de diamagnetism și paramagnetism.
A elaborat teoria electrizării prin influență și principiul ecranului electrostatic (sau cușca lui Faraday), enunțând astfel legea conservării sarcinii electrice (1843). Mai târziu, în 1846, arată că energia electrostatică este localizată în dielectrici.
Ultimele sale cercetări arată acțiunea câmpului electric asupra luminii polarizate sau efectul de polarizare rotatorie a luminii în câmp magnetic.
Ca prețuire a cercetărilor sale și a contribuției sale în fizică, denumirea unității de capacitate se numește "Farad", iar numărul care exprimă cantitatea de electricitate necesară depunerii prin electroliză a unui atom-gram dintr-un element - "constanta lui Faraday".

### Biografii
- Agassi, Joseph (1971). Faraday as a Natural Philosopher. Chicago: University of Chicago Press.
- Ames, Joseph Sweetman (Ed.) (1900). The Discovery of Induced Electric Currents. 2. New York: American Book Company (1890).
- Bence Jones, Henry (1870). The Life and Letters of Faraday. Philadelphia: J.B. Lippincott and Company.
- The British Electrical and Allied Manufacturers Association (1931). Faraday. Edinburgh: R. & R. Clark, Ltd.
- Gladstone, J.H. (1872). Michael Faraday. London: Macmillan.
- Gooding, David; James, Frank A.J.L. (1985). Faraday rediscovered: essays on the life and work of Michael Faraday, 1791–1867. Basingstoke, Hants, England; New York: Macmillan Press; Stockton Press. ISBN 978-0-333-39320-8.
- Gooding, David; Cantor, Geoffrey; James, Frank A. J. L. (1996). Michael Faraday. Amherst, New York: Humanity Books. ISBN 978-1-57392-556-3.
- Gooding, David; Tweney, Ryan D. (1991). Michael Faraday's 'Chemical notes, hints, suggestions, and objects of pursuit' of 1822. London: P. Peregrinus in association with the Institution of Engineering and Technology. ISBN 978-0-86341-255-4.
- Hamilton, James (2002). Faraday: The Life. London: Harper Collins. ISBN 978-0-00-716376-2.
- Hirshfeld, Alan W. (2006). The Electric Life of Michael Faraday. Walker and Company. ISBN 978-0-8027-1470-1.
- Russell, Colin A. (Ed. Owen Gingerich) (2000). Michael Faraday: Physics and Faith (Oxford Portraits in Science Series). New York: Oxford University Press. ISBN 978-0-19-511763-9.
- Thomas, John Meurig (1991). Michael Faraday and the Royal Institution: The Genius of Man and Place. Bristol: Hilger. ISBN 978-0-7503-0145-9.
- Tyndall, John (1868). Faraday as a Discoverer. London: Longmans, Green, and Company.
- Williams, L. Pearce (1965). Michael Faraday: A Biography. New York: Basic Books.

- Biography at The Royal Institution of Great Britain
- Faraday as a Discoverer by John Tyndall, Project Gutenberg (downloads)
- The Christian Character of Michael Faraday
- Michael Faraday on the British twenty-pound banknote Arhivat în 13 decembrie 2011, la Wayback Machine.
- The Life and Discoveries of Michael Faraday by J. A. Crowther, London: Society for Promoting Christian Knowledge, 1920

### Altele
- Michael Faraday's announcement of ether as an anaesthetic in 1818 Arhivat în 22 mai 2011, la Wayback Machine.
- Michael Faraday pe Curlie
- Lucrări de Michael Faraday la Proiectul Gutenberg
- Opere de sau despre Michael Faraday la Internet Archive
- Lucrări de Michael Faraday la LibriVox (cărți audio aflate în domeniul public)
- Video Podcast with Sir John Cadogan talking about Benzene since Faraday
- The letters of Faraday and Schoenbein 1836–1862. With notes, comments and references to contemporary letters (1899) full download PDF
- A Short History of Trinity Buoy Wharf Arhivat în 21 iunie 2013, la Wayback Machine. at the Trinity Buoy Wharf website
- Faraday School, located on Trinity Buoy Wharf at the New Model School Company Limited's website
- Michael Faraday: The Invention of the Electric Motor and Electric Generator
- "Profiles in Chemistry: Michael Faraday" pe YouTube, Chemical Heritage Foundation